# Rumäniens herrlandslag i fotboll
Rumäniens herrlandslag i fotboll har genom åren haft en hel del framgångar med deltagande i VM och EM. Den bästa perioden var under 1990-talet då man medverkade i VM 1990, 1994 och 1998 samt EM 1996.

## Historia
Rumänien spelade sin första officiella herrlandskamp i fotboll den 8 juni 1922 i Belgrad, där man vann med 2–1 mot det dåvarande Jugoslavien.

### VM 1930, 1934, och 1938
Rumänien tillhör pionjärnationerna i VM. Rumänerna var ett av få länder i Europa som tog chansen och gjorde den långa resan till Sydamerika för att delta i tidernas första VM 1930. Rumänien vann sin första VM-match när man besegrade Peru med 3–1. Rumänerna kunde inte ta sig vidare sedan man förlorat den andra matchen med 0–4 mot de blivande världsmästarna tillika hemmalaget Uruguay. Rumänien kvalade in till det första VM-slutspelet i Europa som hölls i Italien 1934 efter att ha vunnit kvalgruppen före Schweiz och Jugoslavien. Nu var det cupspel från första början och Rumänien åkte ut direkt mot Tjeckoslovakien som skulle gå ända fram till final. Rumänien var tillbaka 1938 efter att ha gått vidare på Egyptens bekostnad i kvalet. Även nu var det cupspel som gällde, och i den första omgången mötte man Kuba. Det blev 3–3, men sen blev det omspel, och där vann Kuba med 1–2.

### 1950-talet
Rumänien drog sig ur kvalet till VM 1950, och man missade 1954 års turnering efter ha slutat tvåa i kvalgruppen bakom Tjeckoslovakien. Sverige-VM 1958 missades efter förlust i den sista kvalmatchen mot Jugoslavien.

### 1960-talet
Rumänien deltog i det första kvalet till den första EM-turneringen 1960. Både kvalet och turneringen spelades i cupformat, och i  åttondelsfinalen slog man ut Turkiet, men i kvartsfinalen blev Tjeckoslovakien för svåra och vann båda matcher.
Man drog sig ur kvalet till VM 1962, och i kvalet till EM 1964 blev det hemgång direkt efter 3–7 totalt i första omgången mot Spanien, som sedermera skulle vinna hela turneringen.

### 1970-talet
Det dröjde ända fram till 1970 innan Rumänien kunde kvalificera sig för ett nytt VM-slutspel. Rumänerna hade i slutet av 1960-talet fått fram ett slagkraftigt landslag och tillmättes goda chanser i VM i Mexiko. Men gruppen var i svåraste laget med Brasilien och England som favoriterna. Det var också dessa lag som gick vidare. Uddamålsförlust i premiären mot England följdes upp av seger mot Tjeckoslovakien. I den sista gruppspelsmatchen förlorade man mot de blivande världsmästarna Brasilien som ställde ett av sina bästa landslag på benen. Brasilien vann med 2–3.
Rumänien hade därefter sin första stora framgång i EM-sammanhang då man nådde kvartsfinal i EM 1972. Där man dock åkte ur mot Ungern som gick vidare efter omspel.
VM 1974 missade Rumänien efter att ha slutat en poäng bakom Östtyskland i gruppen.

### 1980-talet
Efter ett antal kvalmissar nådde Rumänien sitt första EM i Frankrike 1984. Där laget var i början av en ny framgångstid för rumänsk fotboll. I laget fanns bl.a. den unge talangen Gheorghe Hagi. Laget hamnade i en tuff grupp med Västtyskland, Portugal och Spanien. Rumänien inledde med att spela 1–1 mot Spanien men förlorade därefter med uddamålet mot både Västtyskland och Portugal.
Två förluster mot Nordirland kostade dock en plats i VM 1986, och Rumänien missade EM 1988 efter att ha tappat poäng i den avgörande kvalmatchen mot Österrike.

### 1990-talet
1990 var Rumänien efter lång väntan tillbaka i VM-hetluften. Rumänien kunde äntligen ta sig vidare från gruppspelet. Gheorghe Hagi hade nu blivit den stora profilen som "Karpaternas Maradona". Rumänerna vann mot Sovjetunionen i premiärmatchen och gick vidare efter att ha spelat oavgjort mot de regerande världsmästarna Argentina. Men glädjen blev kortvarig: i åttondelen åkte man ut efter straffläggning mot överraskningslaget Irland. 
Efter att ha missat EM i Sverige 1992 kvalade Rumänien in till VM i USA 1994, och vann där sin grupp efter segrar mot Colombia och USA, trots en storförlust mot Schweiz (1–4). Rumänien vann i åttondelsfinalen mot Argentina med 3–2. Ilie Dumitrescu och Gheorghe Hagi var målskyttar. I kvartsfinalen mötte Rumänien Sverige, där matchen gick till förlängning efter att man kvitterat i slutminuterna av ordinarie matchtid och sedan tagit ledningen innan matchen gick till Sveriges utjämnade. I straffläggningen gick till slut Sverige ur segrande. 
Rumänien kvalade därefter in till EM 1996, men åkte där ut efter tre raka gruppspelsförluster mot Frankrike, Bulgarien, och Spanien. Däremot gick det bättre i VM 1998 där man lyckades man ta sig vidare från gruppspelet efter segrar mot England (2–1) och Colombia (1–0). Men i åttondelsfinalen föll man mot Kroatien efter att de fått en straff. 

### 2000-talet
2000 kunde man så äntligen ta sig vidare från ett EM-gruppspel. Efter 1–1 mot Tyskland och 0–1 mot Portugal gjorde Rumänien en mycket minnesvärd match mot England, vilken skulle avgöra vilket av lagen som skulle gå vidare. Rumänerna kunde under lagkaptenen och playmakern Gheorghe Hagi spela strålande och vinna med 3–2. I kvartsfinalen förlorade man mot Italien. I kvalet till VM 2002 tog man sig till playoff men förlorade mot Slovenien.
Laget kvalade heller inte in till EM 2004 eller VM 2006, där man slutade trea i sin grupp i bägge kval. 2008 var man tillbaka i turneringssammanhang efter att ha kvalat in till EM. Där hamnade man i dödens grupp med Frankrike, Italien, och Nederländerna, av vilka de två förstnämnda spelat VM-final två år tidigare. Efter 0–0 och 1–1 mot Frankrike respektive Italien förlorade man med 0–2 mot Nederländerna och slutade därmed trea i gruppen.

### 2010-talet
Efter ett hyfsat EM-slutspel där man spelat oavgjort mot såväl Frankrike och Italien så floppade Rumänien ordentligt vid 2010 års kval till VM i Sydafrika och nådde inga framgångar. Rumänien slutade bara på femte plats med Färöarna bakom sig. Kvalet inkluderade bland annat två storförluster mot Litauen hemma (0–3) och Serbien borta (0–5). En ljuspunkt under kvalet var de två oavgjorda resultaten mot Frankrike. 
I kvalet till EM 2012 lottades man bland annat mot Frankrike och Bosnien och Hercegovina, vilka man avslutade kvalet bakom på en tredjeplats. Kvalet var i övrigt inte en större framgång för Rumänien, och man tog ingen seger mot vare sig Belarus eller Albanien, vilka slutade fyra respektive femma.
Trots fallet i FIFA-rankingen lyckades Rumänien ta en andraplats i gruppen under kvalet till VM i Brasilien 2014 före bland annat Ungern och Turkiet. I playoffmötet mot Grekland förlorade man bortamötet med 1–3, och efter bara 1–1 hemma blev det inget VM för Rumänien. 
Man lyckades däremot kvalificera sig vidare till EM i Frankrike 2016 efter ett obesegrat kval med endast två insläppta mål. Där man lottades mot Frankrike, Schweiz och nykomlingen Albanien. Man inledde med en 1–2-förlust mot Frankrike, och efter 1–1 mot Schweiz och en andra förlust mot Albanien med 0–1 slutade man sist i gruppen.
Kvalet till VM 2018 avslutade man på en fjärdeplats utan större framgångar och med endast dubbelseger mot Armenien och en hemmaseger mot Kazakstan.

### 2020-talet
Under 2020-talet har kvalsvackan fortsatt med både ett missat EM 2020 och VM 2022.

## Spelare

### Spelartruppen
Följande spelare var uttagna till EM-kvalmatcherna mot Sverige den 23 mars och Färöarna den 26 mars 2019.
| Nr | Pos. | Namn               | Födelsedatum (ålder) | Matcher | Mål |              | Klubb              |
| -- | ---- | ------------------ | -------------------- | ------- | --- | ------------ | ------------------ |
| 12 | MV   | Ciprian Tătărușanu | 9 februari 1986      | 57      | 0   | Frankrike    | Nantes             |
| 1  | MV   | Costel Pantilimon  | 1 februari 1987      | 27      | 0   | England      | Nottingham Forest  |
| 16 | MV   | Florin Niță        | 3 juli 1987          | 2       | 0   | Tjeckien     | Sparta Prag        |
|    |      |                    |                      |         |     |              |                    |
| 21 | F    | Dragoș Grigore     | 7 september 1986     | 33      | 0   | Bulgarien    | Ludogorets Razgrad |
| 22 | F    | Cristian Săpunaru  | 5 april 1984         | 33      | 0   | Turkiet      | Kayserispor        |
| 2  | F    | Romario Benzar     | 26 mars 1992         | 14      | 0   | Rumänien     | FCSB               |
| 4  | F    | Cosmin Moți        | 3 december 1984      | 14      | 0   | Bulgarien    | Ludogorets Razgrad |
| 6  | F    | Cristian Manea     | 9 augusti 1997       | 7       | 1   | Rumänien     | CFR Cluj           |
| 11 | F    | Nicușor Bancu      | 18 september 1992    | 7       | 0   | Rumänien     | U Craiova          |
| 14 | F    | Ionuț Nedelcearu   | 25 april 1996        | 3       | 0   | Ryssland     | Ufa                |
|    |      |                    |                      |         |     |              |                    |
| 7  | MF   | Alexandru Chipciu  | 18 maj 1989          | 41      | 5   | Tjeckien     | Sparta Prag        |
| 23 | MF   | Nicolae Stanciu    | 7 maj 1993           | 28      | 10  | Saudiarabien | Al-Ahli            |
| 17 | MF   | Ciprian Deac       | 16 februari 1986     | 18      | 3   | Rumänien     | CFR Cluj           |
| 18 | MF   | Răzvan Marin       | 23 maj 1996          | 14      | 1   | Belgien      | Standard Liège     |
| 15 | MF   | Paul Anton         | 10 maj 1991          | 8       | 0   | Ryssland     | Krylja Sovetov     |
| 20 | MF   | Alexandru Mitriță  | 8 februari 1995      | 6       | 0   | USA          | New York City      |
| 5  | MF   | Tudor Băluță       | 27 mars 1999         | 3       | 0   | Rumänien     | Viitorul Constanța |
| 21 | MF   | Alexandru Cicâldău | 8 juli 1997          | 3       | 0   | Rumänien     | U Craiova          |
| 24 | MF   | Dennis Man         | 26 augusti 1998      | 2       | 0   | Rumänien     | FCSB               |
| 8  | MF   | Ianis Hagi         | 22 oktober 1998      | 1       | 0   | Rumänien     | Viitorul Constanța |
| 10 | MF   | Dan Nistor         | 6 maj 1988           | 1       | 0   | Rumänien     | Dinamo București   |
|    |      |                    |                      |         |     |              |                    |
| 13 | A    | Claudiu Keșerü     | 2 december 1986      | 31      | 7   | Bulgarien    | Ludogorets Razgrad |
| 19 | A    | Andrei Ivan        | 4 januari 1997       | 6       | 0   | Österrike    | Rapid Wien         |
| 9  | A    | George Pușcaș      | 8 april 1996         | 4       | 1   | Italien      | Palermo            |

### Kända spelare
- Cristian Chivu
- Ilie Dumitrescu
- Iulian Filipescu
- Gheorghe Hagi
- Adrian Ilie
- Viorel Moldovan
- Adrian Mutu
- Dan Petrescu
- Gheorghe Popescu
- Bogdan Stelea